# Erich II. (Pommern)

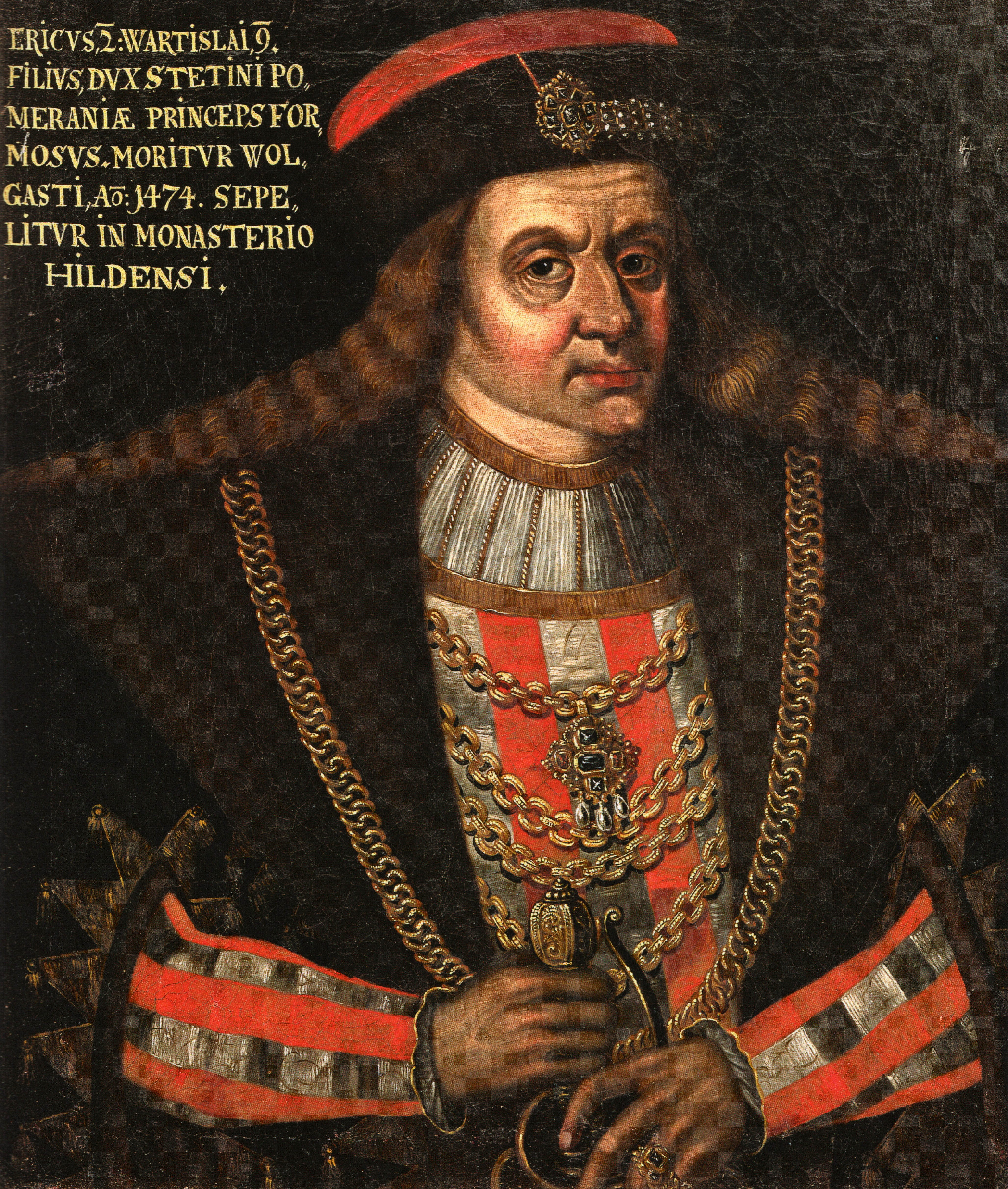
Erich II. von Pommern

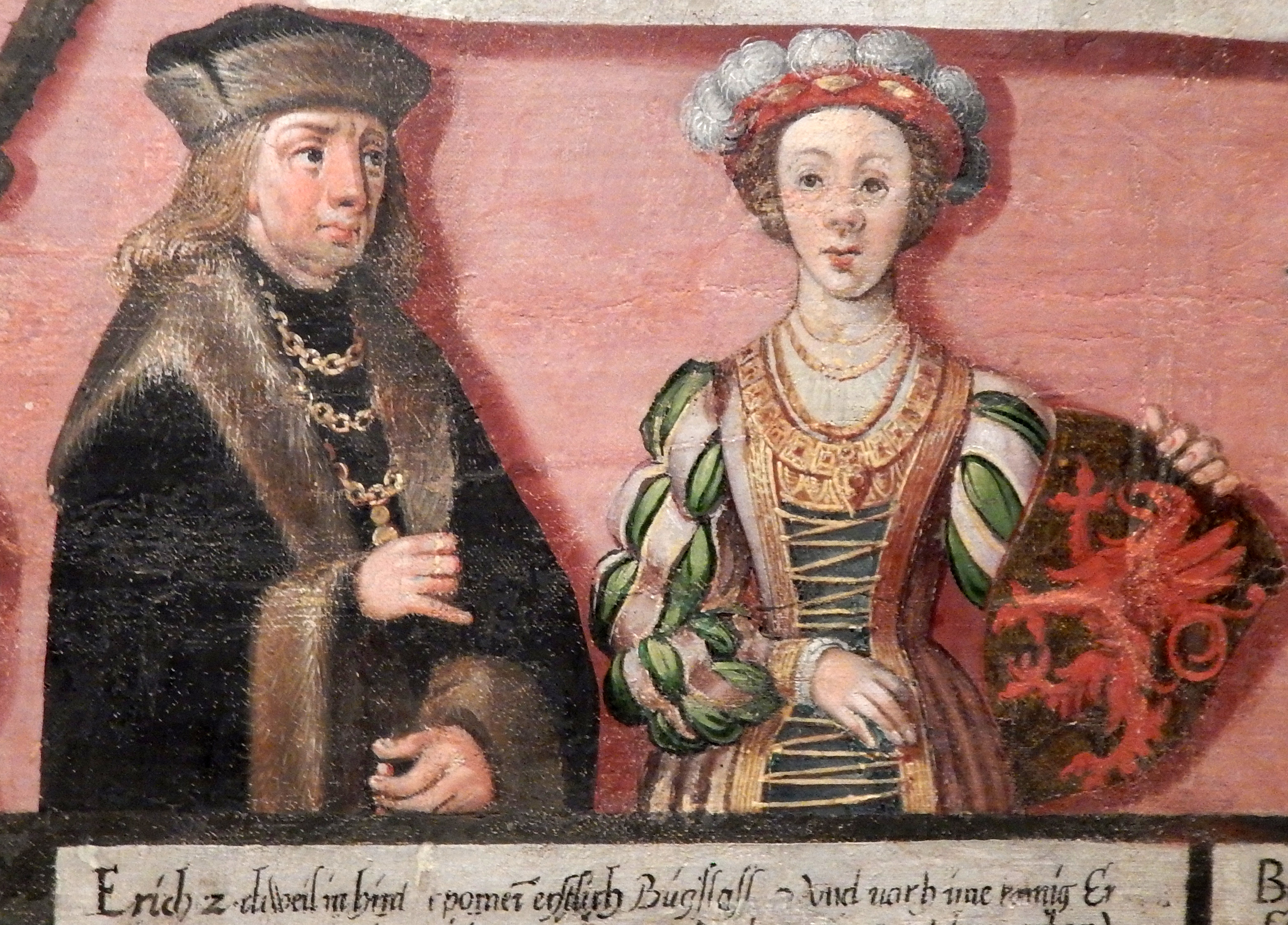
Erich II. und seine Gemahlin Sophia von Pommern-Stolp aus dem Greifenstammbaum von Cornelius Krommeny, 1598.

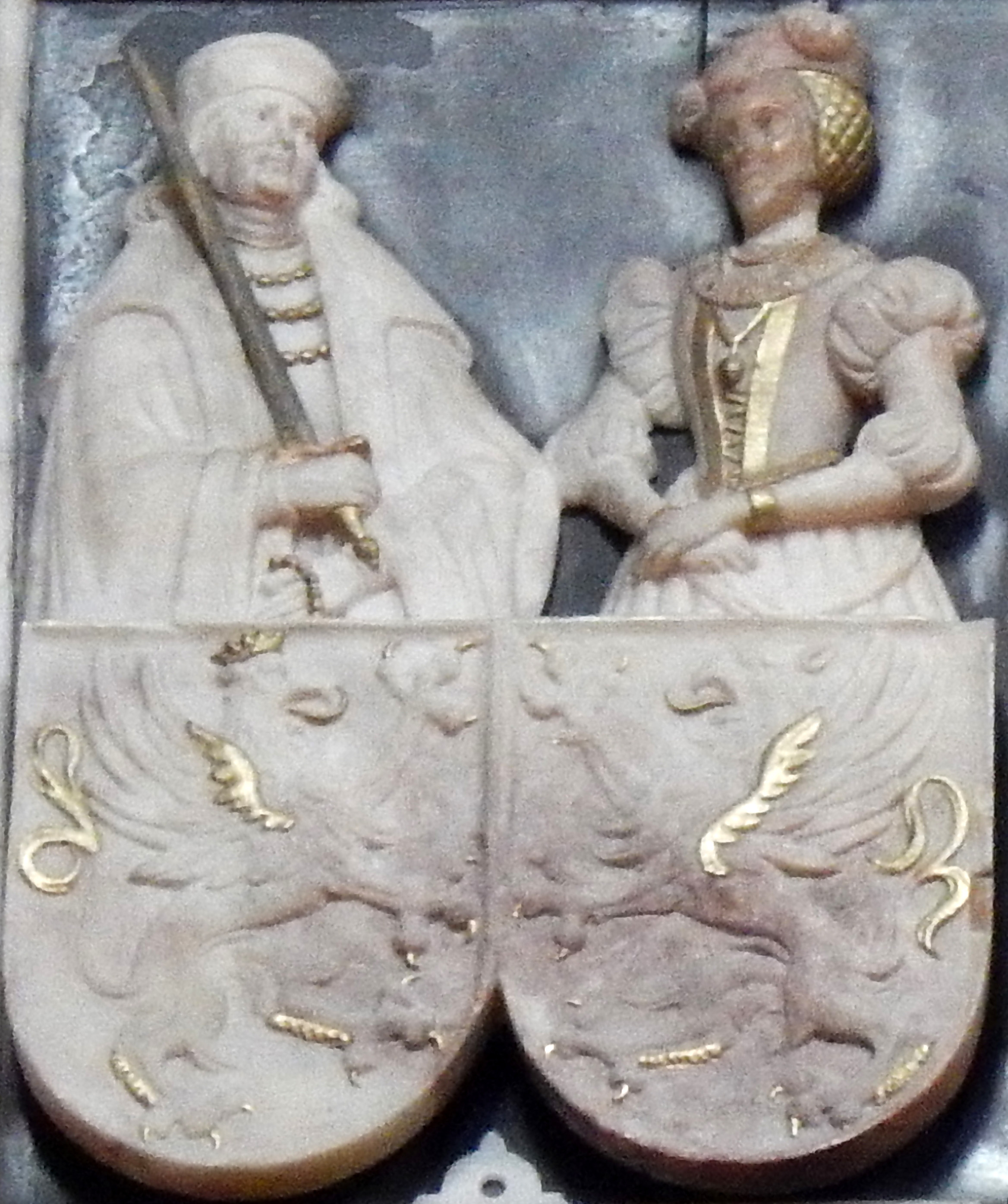
Erich II. und seine Gemahlin Sophia von Pommern-Stolp aus
dem Stammbaum des Herzog-Ulrich-Monument im Güstrower Dom von Philipp Brandin, 1587.

Erich II. (* Ende 1427; † 5. Juli 1474 in Wolgast) war Herzog von Pommern-Wolgast, Hinterpommern und Stettin. Seine Regierungszeit gehörte zu den unruhigsten in der pommerschen Geschichte.

## Leben
Erich II. war der älteste Sohn von Herzog Wartislaw IX. von Pommern-Wolgast und der Sophia von Sachsen-Lauenburg († 1462). Nachdem er 1451 Sophia von Pommern-Stolp, die Tochter des 1446 verstorbenen Bogislaw IX., geheiratet hatte, begab er sich bald darauf in den Erich I. von Pommern gehörenden Landesteil Hinterpommerns. Durch die Besetzung des Landes Massow geriet er in Streit mit Erich I. Nach dem Tode seines Vaters 1457 trat er gemeinsam mit seinem Bruder Wartislaw X. das Erbe des Herzogtums Pommern-Wolgast an. Nach Erbstreitigkeiten überließ er Wartislaw X. aufgrund eines Schiedsspruchs des Kurfürsten Friedrich II. von Brandenburg das Herzogtum Barth mit Rügen.
Als Erich II. im Sommer 1457 widerrechtlich auf der zum Pfandbesitz Greifswalds gehörenden Feldmark Horst jagte, wurde er von Stralsunder und Greifswalder Bürgern unter Führung des Greifswalder Bürgermeisters Heinrich Rubenow umstellt, entging aber im Gegensatz zu seinem Gefolge einer Gefangennahme. Bis zum Jahresende musste er allen Schaden ersetzen. Weitere Streitigkeiten endeten erst, als sich Greifswald 1461/62 mit Stralsund, Demmin und Anklam verbündete.
Nachdem 1459 der Herzog Erich I. von Pommern in Rügenwalde starb, trat er durch die Erbschaft seiner Frau Sophia die Herrschaft in Rügenwalde-Stolp und Belgard-Neustettin an. Bereits im Januar 1455 hatte Erich I. sich mit dem Königreich Polen gegen den Deutschen Orden verbündet. Als Erich II. sich 1460 bei der Belagerung Lauenburgs auf die Seite des Ordens stellte, kam es 1461 zu einem Einfall von 600 Polen und Tataren, bei dem Neustettin niedergebrannt und geplündert wurde. Nach der Niederlage des Deutschen Ordens bei Zarnowitz 1462 wechselte er wieder auf die Seite Polens. 1467 trat er dem Zweiten Thorner Frieden bei und erhielt von dem polnischen König Kasimir IV. den Besitz der Lande Lauenburg und Bütow.
Als Otto III. von Pommern-Stettin 1464 an der Pest gestorben war, erhob Friedrich II. von Brandenburg aufgrund der nie geklärten brandenburgischen Lehnshoheit Anspruch auf diesen Landesteil. Am 21. Januar 1466 nahmen Erich II. und Wartislaw X. in Soldin ihre Herzogtümer vom brandenburgischen Kurfürsten zum Lehen. Da der Lehnsvertrag jedoch nicht erfüllt wurde, kam es zum Stettiner Erbfolgekrieg, in dessen Verlauf die Brandenburger 1468 mehrere Städte beiderseits der Oder eroberten. Schließlich kam es 1469 nach der erfolglosen Belagerung von Ueckermünde zu einem Waffenstillstand. Dessen Verlängerung war das einzige Ergebnis der Anfang 1470 in Petrikau geführten Verhandlungen. Während Erich II. im Mai 1470 raubend in die Neumark einfiel, versicherten sich die Brandenburger beim Kaiser Friedrich III. der Anerkennung ihrer Ansprüche auf Pommern. Dieser belehnte schließlich im Dezember 1471 die Brandenburger mit den Landen Stettin und befahl Erich II. und Wartislaw X., die Lehnshoheit Brandenburgs anzuerkennen. Durch Vermittlung des Herzogs Heinrich von Mecklenburg kam es Ende Mai 1472 in Prenzlau zum Friedensschluss. Die pommerschen Herzöge und Stände mussten dem Kurfürsten huldigen, der die eroberten Gebiete einbehielt.

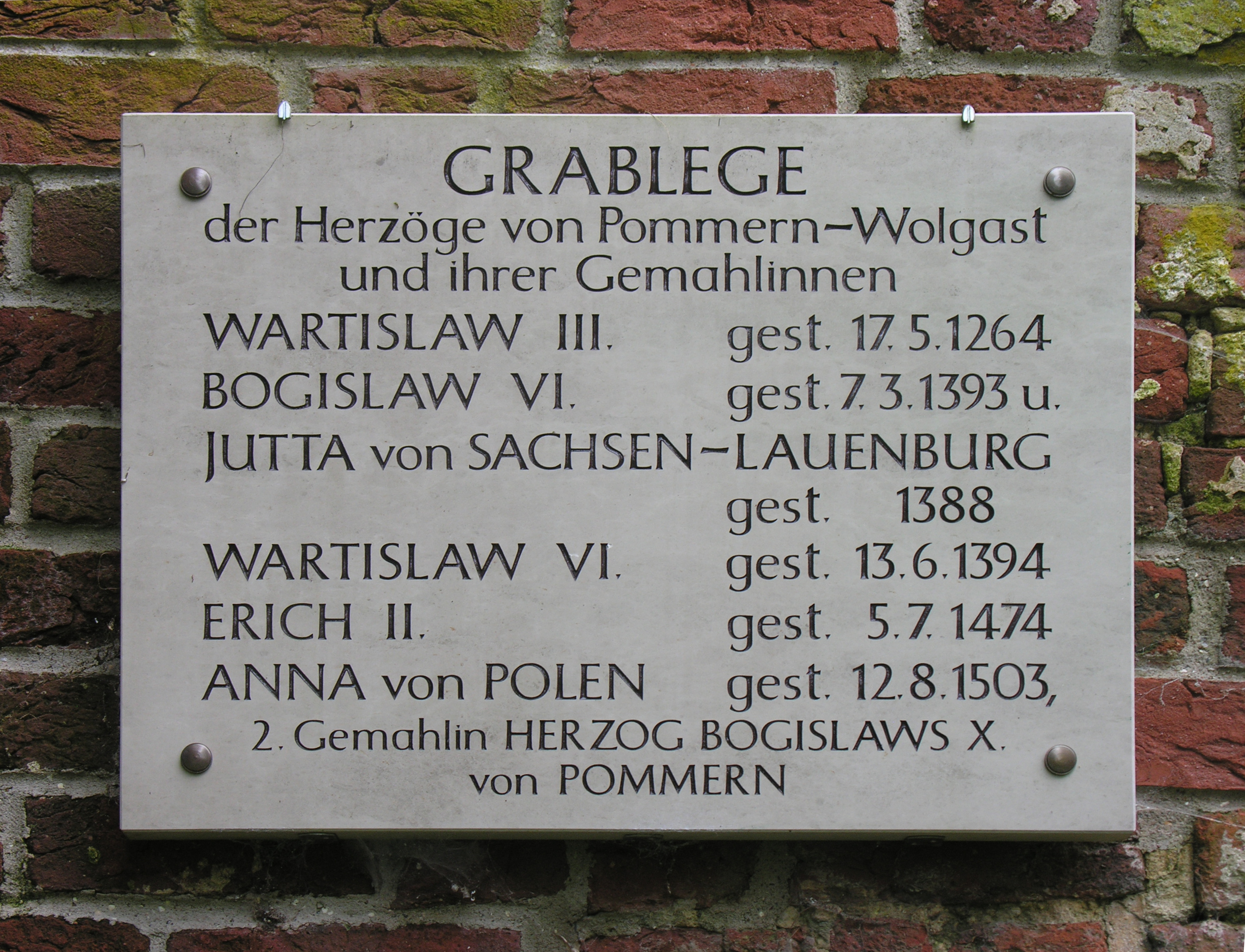
Tafel in Eldena

Erich II. starb 1474 an einer pestähnlichen Krankheit und wurde im Kloster Eldena beigesetzt.

## Ehe und Nachkommen
Erich II. heiratete 1451 Sophia, die Tochter des Herzogs Bogislaw IX. von Pommern-Stolp. Aus der Ehe gingen hervor:
1. Bogislaw X. (* 1454; † 1523)
2. Kasimir (* um 1455; † 1474)
3. Wartislaw (* nach 1465; † 1475)
4. Barnim (* nach 1465; † 1474)
5. Elisabeth († 1516), Priorin im Kloster Verchen
6. Sophie (* 1460; † 1504),  ⚭ Herzog Magnus II. von Mecklenburg (* 1441; † 1503)
7. Margarete († 1526), ⚭ Herzog Balthasar von Mecklenburg (* 1451; † 1507)
8. Katharina († 1526), ⚭ Herzog Heinrich I. von Braunschweig-Wolfenbüttel (* 1463; † 1514)
9. Maria († 1512), Äbtissin zu Wollin

Der mecklenburgische Historiker Friedrich Wigger († 1886) nahm an, dass Erich II. in einer ersten Ehe mit Margarete, einer Tochter Herzog Heinrichs des Älteren von Mecklenburg-Stargard verheiratet gewesen sei. Diese Annahme hat in der pommerschen Geschichtsschreibung keine Aufnahme gefunden; der Historiker Adolf Hofmeister hat sie widerlegt.